# Thomas Thouroude
Pour les articles homonymes, voir Thouroude.
Thomas Thouroude, né le 8 juin 1978 à Béjaïa en Algérie, est un journaliste, animateur de radio et de télévision français. Il est notamment connu pour avoir animé de 2010 à 2014 L'Équipe du dimanche le dimanche soir sur Canal+. Après un passage chez France Télévisions, il rejoint le groupe BeIn Sports en 2021.
À la radio, il est animateur sur Europe 1 de 2016 à 2018.

## Biographie

### Enfance
Thomas Thouroude naît à Béjaïa en Algérie. Sa mère, originaire d'Isigny-sur-Mer (Calvados), et lui reviennent en France. Il grandit à Ouistreham (France), puis est élève au collège à Caen. Il commence à jouer au football, mais se lance finalement dans le rugby.

### Études et début de carrière
Il décroche un baccalauréat sports-études puis se tourne vers le journalisme. Une fois diplômé du Centre de formation des journalistes (CFJ), il commence sa carrière à Radio France Basse-Normandie en 1999 et intègre l'école Sport Com de l'INSEP à Paris. Il bénéficie d'horaires aménagées pour concilier journalisme et sport. Il pratique alors le rugby à XV au niveau semi-professionnel au Paris université club (PUC), en jouant en Fédérale 1 en 2000-2001 au poste de troisième ligne aile sous la houlette de l'entraîneur Vincent Moscato et aux côtés notamment des joueurs Dimitri Yachvili et Jacques Boussuge.

### Carrière médiatique

#### 2000-2016: dans le groupe Canal +
En 2000, à 22 ans, Thomas Thouroude entre chez Infosport, chaîne d'informations sportive en continu de TPS puis du groupe Canal +, en intégrant la rédaction en tant que journaliste sportif.
En septembre 2008, il rejoint la chaîne d'informations en continu I-Télé. Il y anime les soirées du week-end Info Week-end de 18 heures à minuit avec Cécile Delarue (de septembre à décembre 2008). La direction le choisit pour présenter La Matinale de l'info (entre 6 h et 10 h) avec Laurie Milliat-Desorgher (de janvier à juillet 2009) puis avec Amandine Bégot à partir de septembre de la même année[réf. nécessaire]. Il a notamment été envoyé spécial en Afrique du Sud pour la chaîne d'information lors de la Coupe du monde de football de 2010[réf. souhaitée]. En parallèle, sur Canal + Sport, il remplace en octobre 2008 François Trillo à la présentation des Spécialistes, le club, une variante de l'émission Les Spécialistes. Il sera lui-même remplacé par Stefan Etcheverry en janvier 2009.
En juillet 2010, Thomas Thouroude quitte I-Télé et travaille pour la chaîne Canal+ (du même groupe) pour animer à la rentrée de septembre l'émission consacrée au football L'Équipe du dimanche en remplacement de Nathalie Ianetta,. Avec les nombreuses déclinaisons de l'émission Les Spécialistes de Canal+ Sport, Thouroude se voit confier le mardi soir, en 2011, la présentation de The Specialists qui traite de l'actualité du championnat de football anglais.
Après l'achat des droits de diffusion de la Formule 1 par Canal +, Thomas Thouroude coprésente avec Margot Laffite, Jean-Louis Moncet et Alain Prost, Formula One, le magazine de la F1 le dimanche, à 18 h, en clair sur Canal+. Il quitte l'émission en septembre de la même année pour présenter une nouvelle émission diffusée avant Le Grand Journal présenté alors par Antoine de Caunes.
Du 16 septembre 2013 au 26 juin 2015, il présente donc Le Before du Grand Journal du lundi au vendredi à 18 h 10 sur Canal+. Cette émission destinée aux 15-35 ans est un « tour d'actualité de la culture pop décalée » avec la participation de nombreuses stars du net qui jouent des sketches. Amateur de culture hip-hop, il souhaite faire de l'émission une « arme anti-clichés sur le rap ». Le programme, qui peine à trouver son public et qui réalise de faibles audiences, est arrêté en juin 2015.
Après avoir quitté L'Équipe du dimanche en juillet 2014, il se voit confier, en septembre, les commandes du Canal Champions Club avant les matchs de la Ligue des champions ; Messaoud Benterki reprenant l'animation de L'Équipe du dimanche.
Tous les soirs pendant les vacances de Noël 2015, il présente en clair à 19h05 le Ce soir show à la place du Grand Journal. Ce divertissement, qui compte huit numéros, revient sur les moments de l'année 2015, et propose des jeux, des défis et des happenings.
En janvier 2016, Thomas Thouroude quitte Canal+ après seize années passées dans le groupe, alors que celui-ci comptait sur lui pour présenter l'émission mensuelle Rio, le magazine des Jeux olympiques sur Canal + Sport. Il rejoint alors la radio Europe 1 et le groupe France Télévisions.

#### 2016-2018: sur Europe 1 et dans le groupe France Télévisions
En juin et juillet 2016, sur Europe 1, il anime L'Europe 1 Football Club pendant toute la durée du championnat d'Europe de football 2016. Cette déclinaison d'Europe 1 Sport est diffusée tous les jours de 15 heures à 20 heures.
Du 5 septembre 2016 au 3 mars 2017, il anime en direct le talk-show d'actualité AcTualiTy, du lundi au vendredi de 17 h 45 à 18 h 45 sur France 2, entouré de chroniqueurs. L'émission permet de faire un tour de l'actualité en la rendant accessible. Thouroude s'accompagne d'« éclaireurs » (chroniqueurs) tels que des journalistes, historiens mais également des comédiens, humoristes, magiciens, mentalistes et reçoit des invités. Du fait des audiences insatisfaisantes et sur décision de la direction de France 2, le magazine est supprimé par la chaîne, et remplacé à compter du 6 mars 2017 par le jeu Tout le monde a son mot à dire, présenté par Olivier Minne et Sidonie Bonnec.
Il coprésente sur la même chaîne des émissions de variétés ou de divertissement en première partie de soirée : Tout d'abord, en février 2017, les Victoires de la musique avec Bruno Guillon, retransmises simultanément sur France 2 et à la radio sur France Inter. En avril 2017, avec Michel Drucker il coprésente 50 ans de rires et d'émotions. L'émission, enregistrée au Casino de Paris, célèbre les 50 ans de la télévision en couleur et permet de revoir des séquences cultes (fous rires, imprévus, etc.). Il coanime la fête de la musique 2017 avec Garou et Sidonie Bonnec retransmise en direct depuis Toulouse.
À partir du 3 avril 2017, en remplacement d'Helena Morna, il anime du lundi au vendredi de 10 h à 12 h Allô Europe 1 sur Europe 1 et ce, jusqu'en juillet (remplacé par Guillaume Genton). Il reste sur cette même station où il anime à partir de la rentrée 2017, Y'a pas péno entre 16 h et 17 h, un jeu sur le football, accompagné par Julien Cazarre et Didier Roustan. À partir de janvier 2018, l'émission est diffusée de 17 h à 18 h. L'émission de Thomas Thouroude Y'a pas péno n'aura duré qu'un an, puisqu'elle s'arrête en juillet 2018.
À partir du 11 septembre 2017, il est le présentateur du magazine Tout le sport sur France 3 du lundi au vendredi à 20 h, relayé par Céline Géraud le week-end. Il remplace Henri Sannier qui présentait l'émission depuis 1998. Le programme connaît de nouvelles séquences et même une légère hausse d'audience. Durant les Jeux olympiques d'hiver  à Pyeongchang en février 2018, il présente également le Journal des Jeux à 20 h sur France 3, un concentré de 15 minutes des faits marquants du jour.
Le samedi 3 mars 2018, il anime sur France 3 à 12h55, l'émission Les Grandes Bouches, une compétition culinaire entre deux équipes qui défendent un produit régional et arbitrée par Arnaud Gidoin.
Le 3 mars 2018, dans une interview accordée au journal L'Équipe, il affirme qu'il « n'est pas sûr de continuer de présenter Tout le sport la saison prochaine », ne se sentant pas assez épaulé par l'équipe du programme et critiquant la direction des sports de France Télévisions. Selon lui la direction de France Télévisions « manque de considérations envers son émission ». Il confie qu'il « serait heureux de retourner sur Canal + ». À la suite de ses déclarations, il est écarté provisoirement de la présentation de Tout le sport par France 3 pour une semaine. Céline Géraud en assure l'intérim. Le 9 mars 2018, après des discussions entre le présentateur et sa hiérarchie, France Télévisions annonce que Thomas Thouroude quitte la rédaction des sports de France Télévisions dès ce jour.
En juin 2018, Europe 1 annonce que l'émission Y a pas péno n'est pas reconduite à la rentrée de septembre et doit s'arrêter en juillet. Dans le cadre de ce programme, les animateurs couvrent la Coupe du monde de football. Après que Thomas Thouroude, Didier Roustan et Sébastien Thoen (remplaçant exceptionnellement Julien Cazarre) ont commenté le match France-Australie, le trio est évincé par Europe 1, à la suite d'une plainte de la Direction des sports qui juge leur propos déplacés (aussi bien sur l'équipe de France que celle d'Australie). La direction des sports reprend les commentaires le 20 juin.

#### Depuis 2020: Passage chez Free puis beIN Sports
Le 31 juillet 2020, Thomas Thouroude entre chez l'opérateur mobile Free, détenteur des droits en quasi-direct de la Ligue 1, pour présenter 2 émissions ayant pour thème de parler de façon décalée sur la journée de championnat de France.
En parallèle, il animait des chroniques humoristiques pour So Foot appelées FC Thouroude.
Le 26 mai 2021, L'Équipe annonce l'arrivée de Thomas Thouroude sur beIN Sports. Il présente les émissions encadrant l'Euro 2020, les soirées de Ligue des champions, le Club Qatar et le Qatar Night Show (lors de la Coupe du monde 2022) ainsi que le Club beIN Europe, qui revient sur les meilleurs matchs de la Liga, de la Bundesliga et de la Serie A.

## Synthèse des émissions

### Parcours en radio
- 2016 : animateur de l'émission L'Europe 1 Football Club sur Europe 1
- 2017 : animateur de l'émission Allô Europe 1 sur Europe 1
- 2017-2018 : animateur du jeu footballistique Y'a pas péno sur Europe 1

### Télévision
- Infosport
  - De 2000 à 2008 : journaliste sportif, présentateur
- I-Télé
  - De septembre à décembre 2008 : Info Week-end (avec Cécile Delarue)
  - De janvier 2009 à juillet 2010 : La Matinale de l'info (avec Laurie Desorgher de janvier à juillet 2009, puis Amandine Bégot de septembre 2009 à juillet 2010)

- Canal+ Sport
  - D'octobre 2008 à janvier 2009 : Les Spécialistes, le club
  - 2011-2012 : The Specialists

- Canal+
  - De septembre 2010 à juillet 2014 : L'Équipe du dimanche
  - De mars à septembre 2013 : Formula One, le magazine de la F1 avec Margot Laffite, Jean-Louis Moncet et Alain Prost
  - De septembre 2013 à juin 2015 : Le Before du Grand Journal
  - Décembre 2015 : Ce Soir Show
  - De septembre 2014 à janvier 2016 : Canal Champions Club

- France 2
  - De septembre 2016 à mars 2017 : AcTualiTy
  - 10 février 2017 : 32e cérémonie des Victoires de la musique, co-présentée avec Bruno Guillon
  - 22 avril 2017 : 50 ans de rires et d'émotions, co-présentée avec Michel Drucker
  - 21 juin 2017 : La Fête de la musique 2017 : Tous à Toulouse ! co-présentée avec Garou et Sidonie Bonnec

- France 3
  - De septembre 2017 à mars 2018 : Tout le sport
  - Février 2018 : Le Journal des Jeux
  - Mars 2018 :  Les Grandes Bouches

- Free
  - 31 juillet 2020[27] au 26 mai 2021[28] : Free Ligue 1 Uber Eats

- beIN Sports
  - 26 mai 2021 (en cours) : soirées de Ligue des champions
  - 20 novembre au 18 décembre 2022 : Qatar Night Show en soirée et Club Qatar précédent les matchs de l'Équipe de France de football pendant la Coupe du monde de football 2022.
  - Depuis 2024 : Liga Extra

## Récompenses
En 2017, il est récompensé d'un Micro d'or dans la catégorie Influenceur de l'année.